# Locuțiune prepozițională
Locuțiunea prepozițională este un grup de cuvinte cu sens unitar care se comportă din punct de vedere gramatical ca o prepoziție. Locuțiunea prepozițională cere cazurile acuzativ și genitiv.

## Exemple de locuțiuni prepoziționale

### Pentru acuzativ
Aceste locuțiuni au ca ultim termen o prepoziție care cere cazul acuzativ.
- față de
- în loc de
- în afară de
- împreună cu
- conform cu
- alături de
- referitor la
- privitor la

### Pentru genitiv
Locuțiunile prepoziționale care cer cazul genitiv provin din cele adverbiale.
- în fața
- în vederea
- în spatele
- în mijlocul
- de-a lungul
- în urma
- în jurul
- în preajma

## Vezi și
- Locuțiune
- Prepoziție